# Web Intelligence
Web Intelligence ist ein am Beginn der 2000er Jahre geprägtes Buzzword, das sich aus Web und Intelligenz zusammensetzt. Der Begriff wird in der Wissenschaft, insbesondere der Informatik, anders gebraucht als in der Wirtschaft, genauer von Consulting-Unternehmen und Software-Herstellern. Während Informatiker den Intelligence-Teil des Buzzwords im Sinne von Artificial Intelligence (künstliche Intelligenz) verstehen, stellen Anbieter von Beratung und Software eher auf den Aspekt der automatischen Gewinnung von betriebswirtschaftlich relevanter Information aus dem Internet ab.

## Web Intelligence in der Wirtschaft
Das Fraunhofer-Institut für Arbeitswirtschaft und Organisation (IAO) bezeichnet Web Intelligence als Gesamtheit von Software, Verfahren und Prozessen zur systematischen Sammlung und Auswertung von Daten, die über das Internet gewonnen werden.
Im Unterschied zur Business Intelligence, wo die internen Daten der Firma als Quelle dienen, werden bei der Web Intelligence alle verfügbaren Daten aus dem Internet genutzt.
Ziele von Web Intelligence im Unternehmen sind zum Beispiel der Gewinn von Erkenntnissen über das eigene Unternehmen oder den Erfolg der eigenen Produkte – wobei es wichtig ist, dass diese Informationen automatisiert verarbeitet werden und die große Menge der verfügbaren Informationen im Internet auf die relevanten Daten reduziert wird. So durchsuchen Firmen die sozialen Netzwerke nach ihren Produktnamen und werten dabei aus, wie oft der Name genannt wurde – aber auch ob und in welchem Kontext ein Link zur Firmenhomepage gesetzt wird.

## Web Intelligence in der Wissenschaft
Im wissenschaftlichen Bereich wird Web Intelligence weiter gefasst und definiert als zusätzliches Merkmal für Web Intelligence den Einsatz von Systemen mit Künstlicher Intelligenz (KI), also Systemen die in einem semantischen Netz besser auf die Bedürfnisse der Anwender reagieren können.
Das größte Forum für den KI-geprägten Begriff von Web Intelligence ist die internationale Konferenzreihe Atlantic Web Intelligence Conference (AWIC), die seit 2003 stattfindet:
- AWIC 2003 in Madrid (Spanien)
- AWIC 2004 in Cancún (Mexiko)[4]
- AWIC 2005 in Łódź (Polen)
- AWIC 2006 in Beʾer Scheva (Israel)
- AWIC 2007 in Fontainebleau (Frankreich)
- AWIC 2009 in Prag (Tschechien)
- AWIC 2011 in Freiburg (Schweiz)[5]

Die dort gehaltenen Vorträge und eingereichten Papers sind in den Proceedings dieser Konferenzreihe veröffentlicht.